# Thecla gabriela
Thecla gabriela är en fjärilsart som beskrevs av Pieter Cramer 1775. Thecla gabriela ingår i släktet Thecla och familjen juvelvingar. Inga underarter finns listade i Catalogue of Life.